# Den norske Studentersangforening

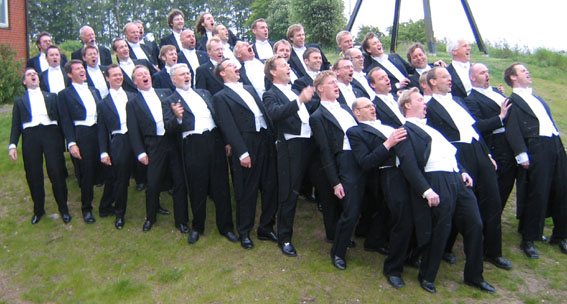
Den norske Studentersangforening (2004)

Den norske Studentersangforening (DnS), grundades 1845, och är den officiella manskören vid Universitetet i Oslo.
Den norske Studentersangforening är Norges äldsta kör och har varit en kulturbärare sedan grundandet. Dess första officiella framträdande var vid Henrik Wergelands begravning. DnS har uruppfört en rad kända verk, bland andra Norges nationalsång, Ja, vi elsker dette landet. Kören är framför allt känd för sitt årliga framträdande på aulatrappan till universitetet den 17 maj som direktsänds i norsk radio.
Kören ger egna konserter och samarbetar med andra artister, körer och orkestrar. Dessutom beställer kören regelbundet kompositioner för manskör.

## Kören idag
Kören består i dag (2016) av ca 65 aktiva sångare. Dirigent är Marit Tøndel Bodsberg.
Vid flera tillfällen har kören deltagit i internationella körtävlingar, senast sommaren 2006 i World Choir Games som arrangerades i Xiamen i Kina. Kören vann då manskörsklassen och kom på tredje plats i klassen för sakral musik.
Den norske Studentersangforening är både en framåtsträvande kör med höga ambitioner och en förening som omhuldar en rik musikalisk tradition som sträcker sig bakåt till 1800-talets nationalromantiska era. Föreningen delar ett socialt och kulturellt arv med de flesta andra akademiska körerna i Norden.
Bland körens tidigare dirigenter märks bland andra Halfdan Kjerulf 1845–1849, Tone Bianca Dahl 1991–2003 och Thomas Caplin 2003–2008.

## Diskografi (senare år)
- "Sangen har lysning* 2016
- Norske Perspektiver 2005
- En Mannsshowinistisk Aften 2001
- Transeamus Usque Bethlehem 1998
- DnS i 150! 1995